# 덴버 브롱코스
덴버 브롱코스(영어: Denver Broncos)는 미국 콜로라도주 덴버에 본거지를 둔 NFL팀이다. AFC 서부지구에 소속되어 있다.